# Jeg er jo lige her
Jeg er jo lige her er det 6. studiealbum af den danske musiker, sangerinde og sangskriver Anne Linnet, der blev udgivet i april 1988 på pladeselskabet Pladecompagniet. Albummet blev indspillet i Sweet Silence Studios i København, med Anne Linnet som producer og Kent Richardt som co-producer.
Jeg er jo lige her blev Linnets mest succesfulde med over 400.000 solgte eksemplarer pr. 2007. Dette gør albummet til det fjerde bedst sælgende nogensinde i Danmark. Åbningsnummeret, evergreenen "Tusind stykker", blev i 1989 indspillet af Björn Afzelius i en svensk version med titlen, "Tusen bitar", der blev et stort hit i Sverige. Den blev også indspillet af Jan Ottink på det nedersaksiske / Nedertyske sprog med titlen "Doezend Stukke".
På opsamlingsalbummet Nattog til Venus: De bedste sange 1 (1999), er følgende sange hentet fra dette album; "Tusind stykker", "Forårsdag", "Tabt mit hjerte", og "Søndag i april".

## Baggrund og udgivelse
To store begivenheder i Anne Linnets liv prægede tilblivelsen af teksterne på albummet; dels var Anne Linnet gravid med sønnen Alexander, og dels flyttede hun sammen med en anden kvinde, som Anne Linnet har beskrevet som sin "soul-mate". Om hvordan disse begivenheder påvirkede sangene har Anne Linnet udtalt: "Efter de store brud i starten af 80'erne var tingene så småt ved at falde på plads for mig, og da jeg blev gravid, følte jeg, at jeg for alvor var ved at lande igen; jeg følte mig som et helt menneske, og det kan høres i mange af de sange, der kom på pladen."
Jeg er jo lige her udkom i april 1988 som den første udgivelse på Anne Linnnets pladeselskab Pladecompagniet, som hun havde startet samme år sammen med Jan Degner.

## Indspilning
Jeg er jo lige her blev indspillet i Sweet Silence Studios i København i perioden januar til februar 1988. Det blev produceret af Anne Linnet selv, med trommeslager Kent Richard som co-producer. Flemming Rasmussen fungerede som tekniker under indspilningerne, bl.a. af Anne Linnets vokal. Ifølge et interview med Rasmussen fra 2006 er albummet en "rigtig 80'er produktion", hvilket er karakteriseret ved brug af sampleren Fairlight. Om forløbet har Rasmussen udtalt: "Det er en total lagkageproduktion, hvor alt er bygget op fra bunden, lag på lag, og musikeren sjældent har været i studiet på samme tid."

## Sange
Albummets åbningsnummer "Tusind stykker" blev ét af Anne Linnets største hits. Den svenske sanger Björn Afzelius udgav en svensksproget version af sanggen i 1989. Anne Linnet har sagt at "Tusind stykker" er "stærk på grund af sin enkelhed", og at den "er båret af melodi og tekst frem for rytme eller instrumentering."
Sangen "Forårsdag" er skrevet 18 år forud for Jeg er jo lige her. Sangen handler ifølge Anne Linnet om "mange af de ting, man sjældent, eller aldrig, får sagt i et forhold, men som begge ved. Alt det, man ved uden at bruge ord; det, som er væsentligt."

## Anmeldelser
I sin anmeldelse for GAFFA skrev Mads Kastrup: "Flere af teksterne er blevet så ordløse og spændingsforladte, at ordet banal nærmest er en besmykkende betegnelse for dem. Var hun debutant, ville man kalde dem ufærdige."

## Spor
Al tekst og musik er skrevet af Anne Linnet.
| #  | Titel                                         | Længde |
| -- | --------------------------------------------- | ------ |
| 1. | "Tusind stykker"                              | 4:21   |
| 2. | "Kærlighedens farer" (duet med Nikolaj Steen) | 4:27   |
| 3. | "Tabt mit hjerte"                             | 4:19   |
| 4. | "Du drømmer"                                  | 5:41   |
| 5. | "Forårsdag"                                   | 4:04   |
| 6. | "Lad mig være den"                            | 3:00   |
| 7. | "Ved min side"                                | 3:37   |
| 8. | "Søndag i april"                              | 4:05   |
| 9. | "I mine øjne"                                 | 3:57   |

| 10. | "Time Out" | 2:43 |

## Medvirkende
- Flemming Rasmussen – teknik, mixer
- Lene Reidel – assistent
- Peter Hansen – Fairlight teknik
- Andy Todd – mixer
- Anne Linnet – producer, tekst, musik, sang, kor, keyboard
- Kent Richardt – co-producer, trommer, percussion
- Nikolaj Steen – sang (spor 2)
- Donna Cadogan – kor
- Hanne Boel – kor
- Cæcilie Norby – kor
- Nina Forsberg – kor
- Frank Stangerup – keyboard
- Finn Olafsson – akustisk guitar
- Finn Gustafsson – elektrisk guitar
- Moussa Diallo – bas
- Christian Dietl – bas